# Décembre 1857
Cette page présente les faits marquants du mois de décembre 1857.

## Événements
- Mexique : guerre de Réforme (fin en janvier 1861).

- 16 décembre : un tremblement de terre fait 12 000 victimes à Naples et Salerne en Italie.

- 18 décembre : Benito Juárez devient le premier président mexicain d'origine indienne. Libéral, il suspend les dettes extérieures contractées par les gouvernements précédents. La France, la Grande-Bretagne et l’Espagne décident d’agir conjointement pour protéger leurs investissements.

- 25 décembre : démolitions des fortifications de Vienne, qui sont remplacées par un grand boulevard, la Ringarde.

- 31 décembre : Ottawa est choisie comme capitale du Canada par la reine Victoria du Royaume-Uni.

## Naissances
- 7 décembre : Joseph Conrad, écrivain polonais.
- 9 décembre : Edward L. Hamilton, politicien américain

## Décès
- 2 décembre : Filippo Agricola, peintre italien (° 12 avril 1795).
- 11 décembre : Castil-Blaze, critique musical et compositeur.
- 21 décembre : Herman Henry op der Heyden, peintre néerlandais (° 3 avril 1813).